# Garden Gang

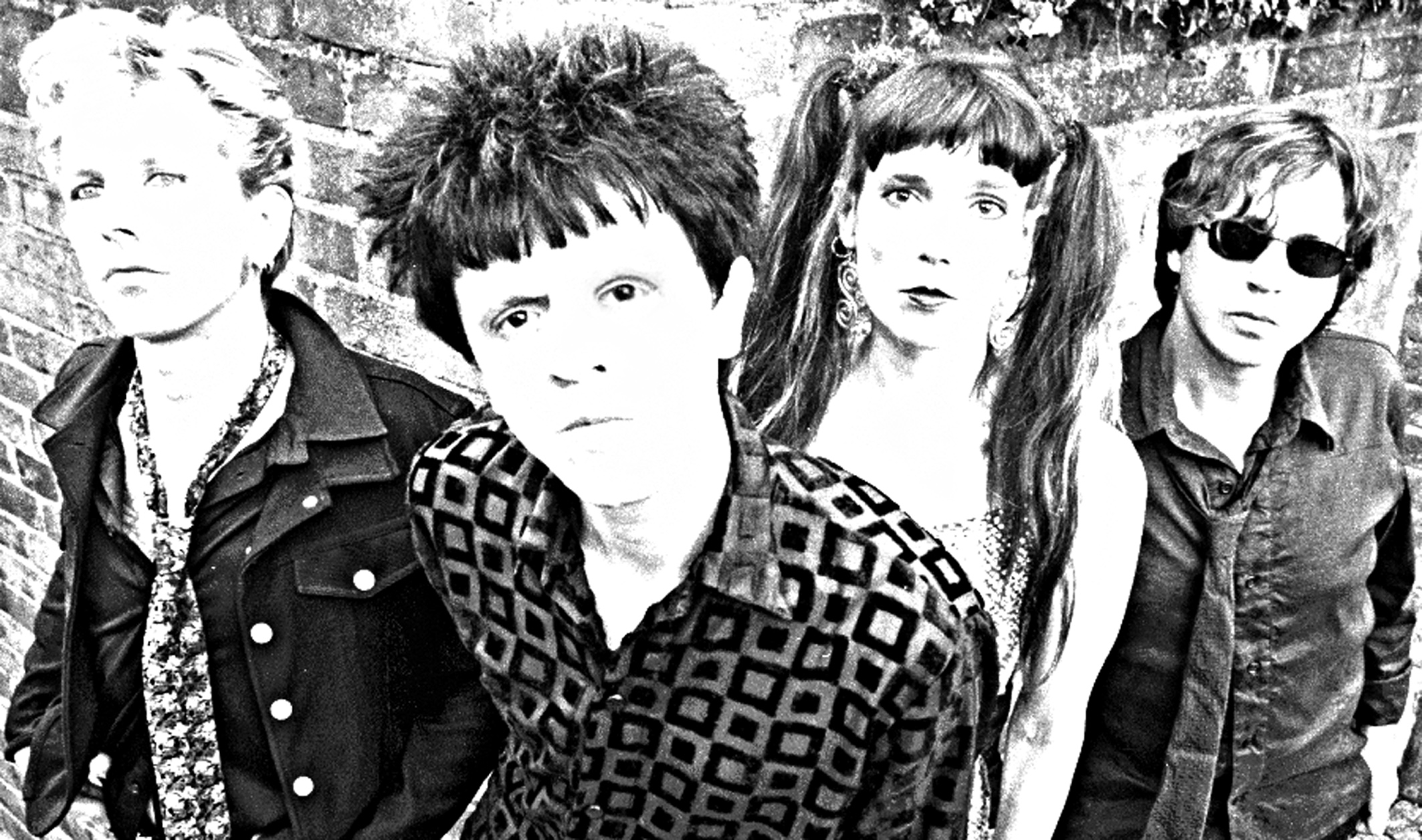
Garden Gang 2003

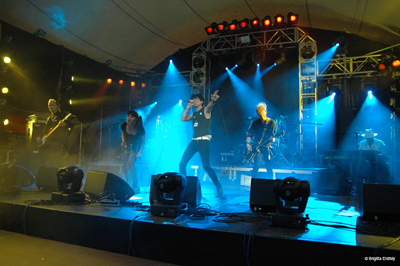
Live im Theatron 2008

Garden Gang ist eine deutsche Band aus München. Beeinflusst vom Rock ’n’ Roll der 1950er, von der Beatmusik der 1960er, vom Punk der 1970er Jahre und vom New Wave der späten 1980er, spielt die Band Punkrock mit ausschließlich englischen Texten.
Der Name der Band bezieht sich auf einen Song der englischen Punkband The Boys.

## Geschichte
Die Garden Gang wurde 1992 in München gegründet und spielte zunächst Folk-Punk mit akustischen Gitarren, Bongos und Congas. In diesem Stil wurde auch 1993 das erste Album Green Harbour eingespielt. Auf dem Folgealbum Megalomania von 1995 sind bereits bei einigen Titeln Schlagzeug und E-Gitarre zu hören. Auf dem dritten Album von 1997 Nation of the Diver Ducks wird schließlich die übliche Rockinstrumentierung (E-Bass, E-Gitarre und Schlagzeug) eingesetzt.
In der Zwischenzeit wechselte die Besetzung häufig. Als 2003 das Album Follow The Trend erschien, war von den Gründungsmitgliedern nur noch PamP dabei. Die oftmals satirischen Texte handeln vom „ganz normalen Wahnsinn“ des alltäglichen Lebens und wurden vom Sänger und Frontmann PamP verfasst.
PamP war es auch, der T. V. Smith 1992 zu seiner ersten Solotour nach Deutschland einlud. Seit dieser Zeit ist die Band regelmäßig mit dem ehemaligen Sänger der Adverts unterwegs. 2006 erschien das Album Shoppers United.
Die Garden Gang konzentrierte sich von Anbeginn auf Liveauftritte, so gab sie mehr als 500 Clubkonzerte, nahm an vielen Festivals in Deutschland, England, Spanien, Tschechien, Österreich und der Schweiz teil, zusammen mit The Vibrators, The Lurkers, The Damned und Attila the Stockbroker. 2006 tourte die Band erstmals durch England. Sie spielte dort  in verschiedenen Clubs, wie auch auf dem alljährlichen Wasted Punk Festival, nachzuhören auf der Compilation Blackpool Bounce CD zum UK-Wasted Festival 2006.
Die Single The Master Plan, mit Sänger PamP, Background-Sängerin Ann Dee, Chick an der E-Gitarre, René am Bass, George am Klavier und Micha am Schlagzeug erschien Ende 2009. Die Single enthält neben drei Audiotiteln einen Ausschnitt vom Auftritt der Garden Gang beim Theatron-Festival vom August 2008 als Musikvideo.
Ein Konzeptalbum mit dem Titel Backstair Revolution (Aufstand der Dienstboten), das an das Vorgängeralbum und dem Stil der Band nahtlos anknüpft, erschien im Frühjahr 2011. Im März 2016 veröffentlichte Garden Gang das Album Middle Class Symphony mit zwölf neuen Stücken.

## Diskografie
- 1993: Green Harbour
- 1994: Moneytalks
- 1995: Megalomania
- 1996: Jacques Psychosis
- 1997: Nation of the Diver Ducks
- 2000: Inferior
- 2003: Follow The Trend
- 2006: Shoppers United
- 2011: Backstair Revolution
- 2016: Middle Class Symphony